# Hamburg-Eißendorf

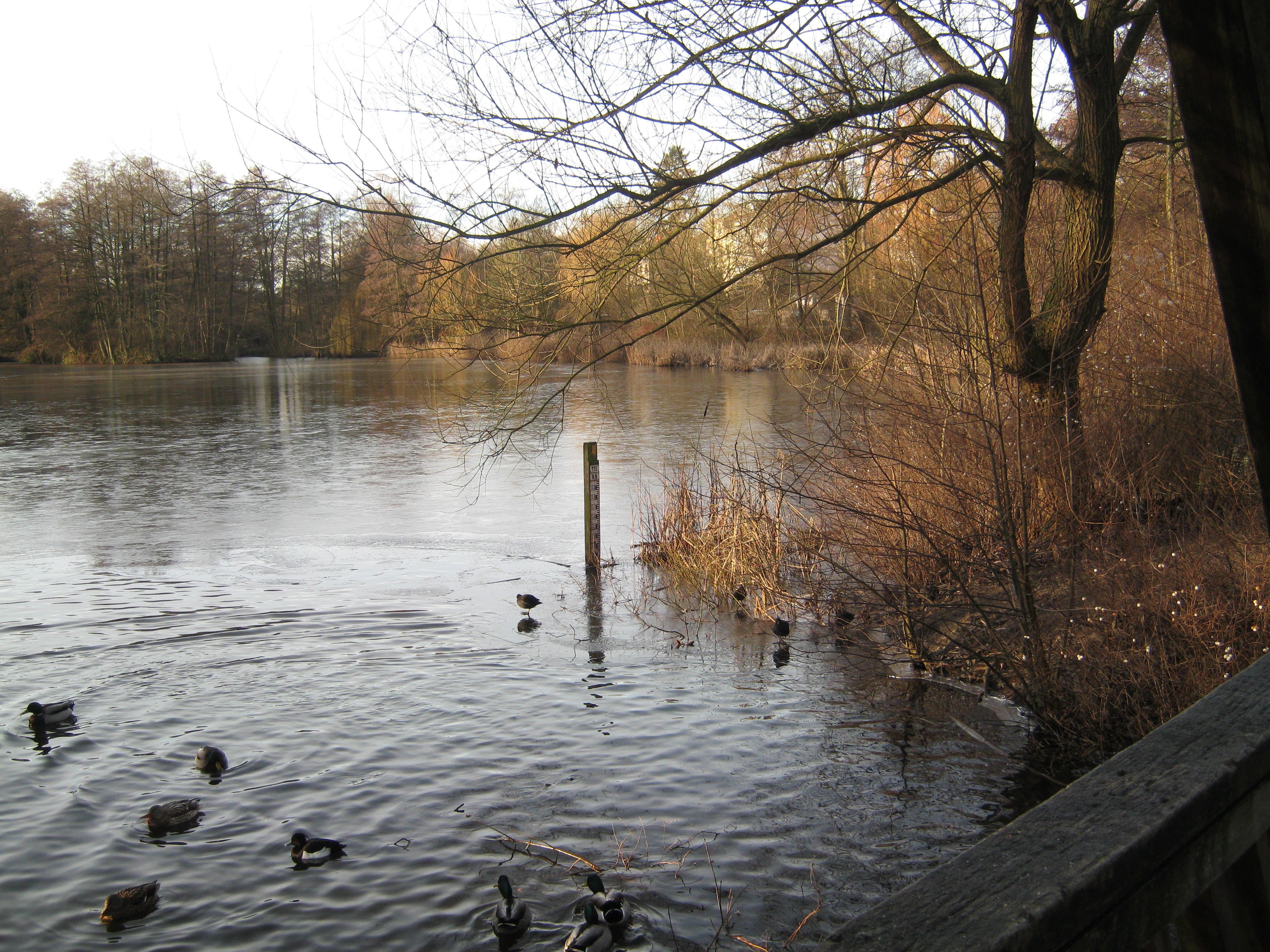
In het Göhlbachtal.jpg

 Eißendorf  is een stadsdeel van Hamburg in het district Hamburg-Harburg .

## Geografie
Centraal ligt de Eißendorf Straße die vanuit Hamburg-centrum naar de stadsrand over een heuvelrug tussen twee dalen loopt. De oorspronkelijke dorpskern lag evenwel in het zuidoostelijk gelegen Gölbachtal, waar men nog enkele vakwerkhuizen vindt.
De noordflank van de ‘Harburger Berge’ maakt van Eißendorf het heuvelachtigste stadsdeel van Hamburg.
Het zuidwestelijk deel wordt ingenomen door het staatsbos ‘Eißendorfer Forst’

## Geschiedenis
In 1811 werden alle inwoners opgevorderd door de Franse bezetter onder Napoleon voor de aanleg van de heerweg Harburg-Bremen. In 1813/1814 had het dorp zwaar te lijden onder de bezetting met vele branden. In 1892 werd begonnen met de aanleg van het ‘Neue Friedhof’ ter vervanging van het overvolle kerkhof van Harburg. Vanaf 1900 worden de gevolgen van de industrialisering merkbaar : het verdijnen van boerderijen en de bebouwing langs de Eißendorfer Straße. In 1910 werd het dorp overgeheveld van de landkreis Harburg naar het stedelijk gebied met als bestemming woonuitbreidingsgebied voor deze stad, maar pas vanaf de jaren 1920/1930 kwamen de grote bouwprojecten. Typisch voorbeeld uit die tijd is het ‘Adolf von Elmhof’. In 1937 werd het dorp als stadsdeel bij Hamburg ingelijfd